# Jag är det trädet i din gård
Jag är det trädet i din gård är en psalm, skriven 1816 av Johan Olof Wallin och bearbetad 1981 av Britt G. Hallqvist.
Psalmen hade ursprungligen sex verser. Bearbetningen består av de tre sista. Musiken är skriven 1553 av Burkhard Waldis. Melodin används även för psalmen Pris vare Gud! Allena han.
|  |
|  |

## Publicerad i
- 1819 års psalmbok som nr 414 under rubriken "Med avseende på särskilda personer, tider och omständigheter: Årets början och slut: Vid årets slut" (sex verser med titelraden Ack, jordens barn, vår tid är kort).
- 1937 års psalmbok som nr 467 under rubriken "Årsskifte" (sex verser med titelraden Ack, jordens barn, vår tid är kort).
- 1986 års psalmbok som nr 516 under rubriken "Årsskifte" (tre verser).
- Psalmer och Sånger 1987 som nr 556 under rubriken "Dagens och årets tider - Årsskifte".[1]